# Mirnogrado
Mirnogrado (en ucraniano: Мирноград, romanizado: Myrnohrad; en ruso: Мирноград) es una ciudad ucraniana perteneciente al óblast de Donetsk. Situada en el este del país, forma parte del raión de Pokrovsk y es centro del municipio (hromada) de Mirnogrado. La ciudad recibió anteriormente de Dimitrov (en ucraniano: Димитров, en ruso: Димитров) hasta 2014.

## Geografía
La ciudad está ubicada en la cuenca del río Donets, 7 km al noreste de Pokrovsk y 52 km al noroeste de Donetsk. El pueblo Svitle también pertenece al municipio.

### Clima
El clima es continental templado. La temperatura media en el mes más frío, enero, es de -6,5 °C y en julio, el mes más cálido, de 20,5 °C. La precipitación anual es de 533 mm.

## Historia
En 1853, los campesinos del pueblo de Novoekonomichne comenzaron a operar una mina de carbón.
Los predecesores históricos de la ciudad de Mirnogrado fueron dos asentamientos mineros formados cerca de las minas de carbón, el asentamiento de Novoekonomichne (en ucraniano: Новоекономічне), y Grodovskogo (en ucraniano: Гродівського) de 1916. En 1911, esta mina pasó a manos de la compañía minera Donetsk-Grushevsk, lo que supuso la creación de uno de los centros mineros más importantes de la cuenca del Dombás.
Este último se renombró Novi Dombás (en ucraniano: Новый Донбасс) desde 1937 hasta 1957, se desarrolló paralelo a 5 km al sur. Luego, el lugar pasó a llamarse en honor al político búlgaro Gueorgui Dimitrov (1882-1949) como Dimitrov (en ucraniano: Димитров, en ruso: Димитров). Este gesto es en honor a al pueblo búlgaro, cuyos representantes trabajaron en las minas en la década de 1960. Novoekonomichne recibió el estatus de ciudad en 1938 y Dimitrov en 1965.
Durante la Segunda Guerra Mundial, la ciudad fue ocupada por tropas de la Wehrmacht desde el 22 de octubre de 1941 hasta el 8 de septiembre de 1943.
En 1966, probablemente debido a las lluvias prolongadas, se derrumbó parte de la escombrera de la mina 5/6 en Mirnogrado, demoliendo completamente los edificios en las calles Sadovaya, Zhdanova y Rozinska. Todos los que estaban dentro y alrededor de las casas murieron, y las autoridades soviéticas luego ocultaron la tragedia a la sociedad.
Y en 1972, los pueblos mineros de Novoekonomichne y Dimitrov se unieron bajo un nombre común, Dimitrov. 
En agosto de 1990, Dimitrov recibió el estatus de ciudad de importancia regional.
A diferencia de la mayoría de las ciudades más grandes del óblast de Donetsk, el referéndum separatista de la República Popular de Donetsk del 11 de mayo de 2014 sobre la independencia no se celebró en la ciudad. El 17 de enero de 2015 se desmanteló un monumento a Lenin en la ciudad. La ciudad, anteriormente conocida como Dimitrov, pasó a llamarse Mirnogrado en aplicación de las leyes de descomunización en mayo de 2016. El 12 de mayo de 2016, la Rada Suprema aprobó la petición y entró en vigor el 22 de mayo de 2016.
Tras la invasión rusa de Ucrania de 2022, Mirnogrado se ha convertido en un importante punto hospitalario en el Dombás y la ciudad se ha convertido en objetivo de bombardeos, incluidas sus minas.

## Demografía
La evolución de la población de Mirnogrado entre 1939 y 2021 fue la siguiente:
| 9642                                                          | 15 343 | 20 832 | 58 793 | 63 254 | 55 677 | 52 901 | 49 646 | 49 021 | 47 957 | 46 904 |
| (Fuente: Cities & Towns of Ukraine y UKRAINE: Größere Städte) |        |        |        |        |        |        |        |        |        |        |

Según el censo de 2001, el 64,2% de la población son ucranianos, el 31,3% son rusos y el resto de minorías son principalmente tártaros (0,7%) y bielorrusos (0,6%). En cuanto al idioma, la lengua materna de la mayoría de los habitantes, el 71,78%, es el ruso; del 25,98% es el ucraniano.

## Economía
Hay 6 grandes empresas industriales en la ciudad, siendo la principal Mirnogradougol (empresa estatal dedicada a la minería del carbón), que producen coque de calidades G, GZH y K. La empresa Komsomolskaya realiza el enriquecimiento del carbón de la marca K, G; la Closed Joint-Stock Company Myrnograd Repair and Mechanical Plant produce repuestos para equipos de minería y fabrica estructuras metálicas; y la planta de la empresa estatal Buddetal produce hormigón armado, productos de hormigón, bloques de hormigón, bentonita, estructuras de madera y madera aserrada. La ciudad cuenta con 3 empresas de camiones que se dedican al transporte de roca, carbón, materiales de construcción, equipos, productos. 
El volumen de producción industrial de la ciudad para 2003 en los precios mayoristas actuales se proporciona al nivel de 267,3 millones UAH. 
Para Mirnogrado como ciudad industrial, junto con otros problemas sociales, los más urgentes son mejorar la situación ambiental (principalmente contaminación atmosférica, del agua y del suelo) y optimizar los recursos naturales. En 2002 se emitieron 38.508 mil toneladas de sustancias nocivas, incluyendo sólidos (2.541 toneladas), y de gas y líquido (35.961 toneladas). La mayoría de las emisiones son causadas por la industria del carbón y los servicios públicos. 

## Infraestructura

### Educación
Hay 11 escuelas secundarias, un internado, una planta de formación y producción, 2 escuelas de formación profesional y una escuela nocturna en el sistema educativo.

### Transporte
La ciudad ha desarrollado distintos enlaces de transporte. En la parte central de la ciudad está la carretera estatal Pokrovsk-Kostiantynivka, que conecta con Donetsk y otras ciudades de Ucrania. Las conexiones con el asentamiento son proporcionadas por una red de carreteras de importancia local. 
El ferrocarril Yasynuvata-Chápline con una parada en Mirnogrado recorre el límite sur de la ciudad, a través de las estaciones Pokrovsk y Grodivka (ubicadas respectivamente a 16 y 12 km de la ciudad).  

## Cultura

### Deporte
El motocross ha recibido un importante desarrollo en la ciudad. Se está construyendo una pista de última generación. En junio de 2012, la administración de la ciudad planeó albergar el Campeonato Europeo de Motocross aquí.

## Personas ilustres
- Viktor Burakov (1955): ex velocista ucraniano que compitió en los Juegos Olímpicos de 1980.
- Vladímir Kozlov (1958): deportista ucraniano que compitió en bobsleigh, consiguiendo dos medallas en los Juegos Olímpicos de Calgary 1988.

## Galería

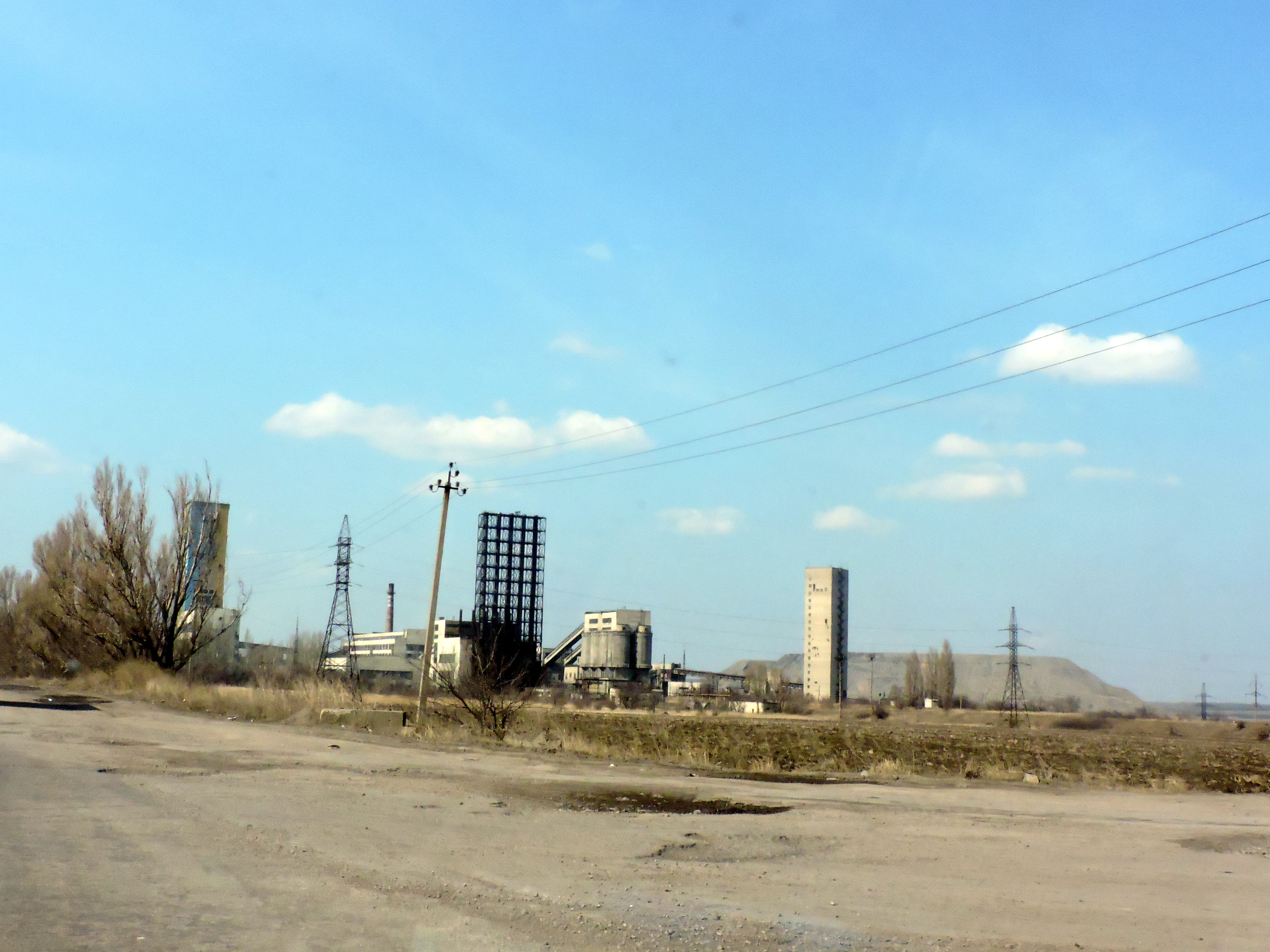
Lado este de la mina de carbón de Stajanov
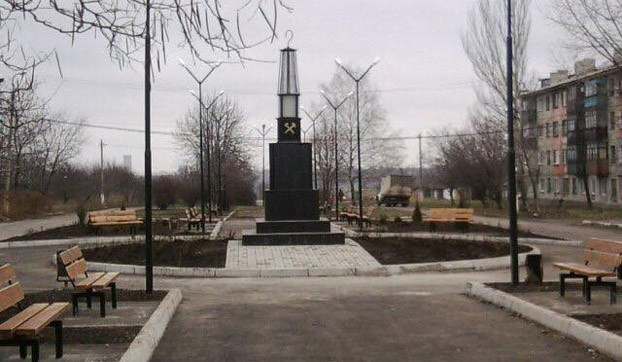
Monumento en honor a los mineros locales
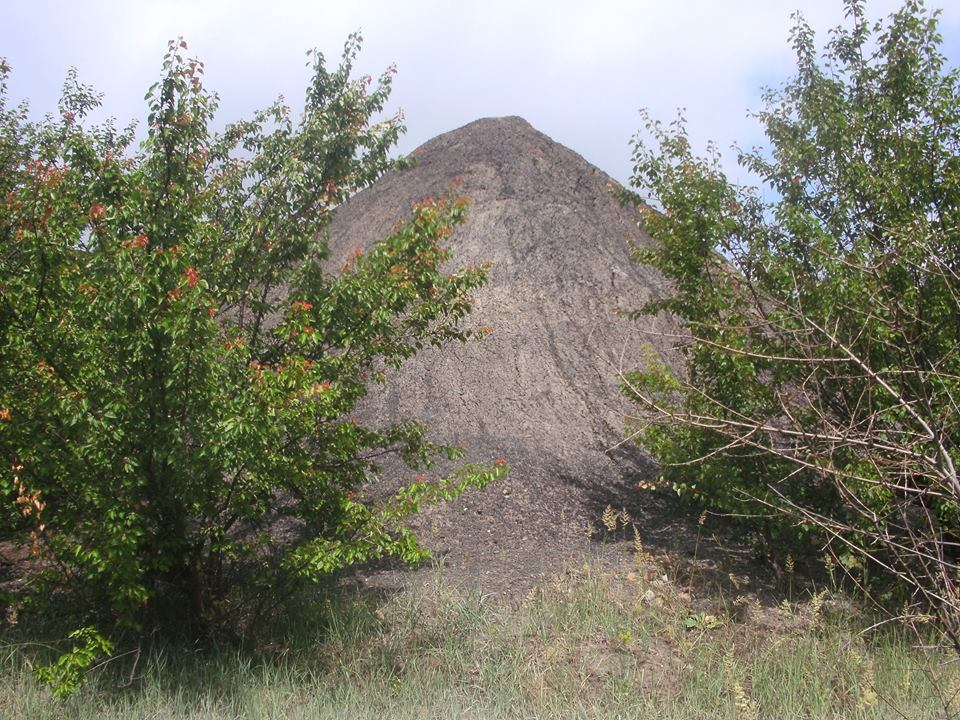
Restos de la escombrera de la mina de Voyiskvid